# 宿石
宿石（433年—471年），鲜卑姓宿六斤氏，鲜卑名阿□，朔方郡人，赫連勃勃之弟文陈的曾孫，宿沓干之子，北魏官员。

## 生平
443年、父亲北伐时阵亡，宿石在11歳被魏太武帝召見。445年，嗣父亲漢安男的爵位，擢升为中散。450年，从军南征，任宣威将軍。455年，转任侍御史，受中垒将軍之位，進爵蔡陽子。宿石从文成帝遊猎，在文成帝之前乘馬而走，道路险峻，馬跌倒在地，很久之后才蘇醒。文成帝改他的爵位为義陽子。和平二年，魏文成帝南巡，从定州前往邺城，三月丁巳朔（461年3月27日），魏文成帝在灵丘亲自射箭越过山峰，宿石作为51名内侍官之一跟随参与了这次南巡，题名中称之为“鹰扬将军、内行令、蔡阳男宿六斤阿□”，在51名内侍官中排在第50位。后来跟随狩猎，文成帝想要亲自射虎，宿石在馬前叩諫，引文成帝至高原上。虎後跳起来伤人，文成帝褒奖了宿石。宿石娶上谷公主为妻，任駙馬都尉。466年，转任散騎常侍、吏部尚書，進爵太山公，官至北中道都大将。471年，宿石去世。追贈太原王，谥号康。

## 子
- 宿倪，嗣爵太山公，比部侍御

## 延伸阅读
[在维基数据编辑]
 《魏書/卷30》，出自魏收《魏书》
 《北史·卷025》，出自李延壽《北史》